# Atracción fatal
Atracción fatal es una película estadounidense de género suspenso psicológico de 1987. Fue dirigida por Adrian Lyne y escrita por James Dearden, basado en el cortometraje Diversión de 1980. Tiene a Glenn Close, Michael Douglas y Anne Archer en los papeles estelares y cuenta la historia de un hombre casado que tiene un romance con una extraña mujer que se obsesiona peligrosamente con él.
Disfrutó de una inmensa popularidad, convirtiéndose en la segunda película más taquillera en los Estados Unidos y la de mayor recaudación en el mundo en 1987. Tan grande fue su influencia en la sociedad que los críticos y el público en general destacaron el impacto de su dramático guion, que replanteó en todo nivel la reflexión sobre la infidelidad conyugal. Recibió seis nominaciones al Óscar en las categorías de: mejor película, mejor director, mejor actriz, mejor actriz de reparto, mejor guion adaptado y mejor montaje, pero no consiguió ningún premio.

## Argumento
El exitoso abogado neoyorquino Dan Gallagher (Michael Douglas), casado y padre de una niña, conoce por cuestiones laborales a Alexandra «Alex» Forrest (Glenn Close), una editora de una compañía publicitaria. Durante un fin de semana, cuando su esposa Beth (Anne Archer) y su hija Ellen (Ellen Hamilton) salen fuera de la ciudad, Dan tiene una aventura con Alex. A pesar de que él pensaba que era algo pasajero, Alex empieza a apegarse a él.
Más tarde, Dan y Alex tienen un segundo encuentro no planeado luego de que ella fuera insistente. Cuando Dan le deja claro que todo debía terminar, ella se corta las muñecas en un intento de suicidio y de inmediato él le da primeros auxilios, la venda y la deja en su apartamento. Cuando cree que la aventura ha terminado, ella aparece repentinamente en varios lugares para verlo. Para disculparse, Alex lo espera en su oficina un día para invitarlo a ver una presentación de la ópera Madama Butterfly, pero él declina la invitación. A partir de ese momento, Alex continúa llamándolo insistentemente a tal punto de que Dan le ordena a su secretaria bloquear todas sus llamadas. Días más tarde, ella lo confronta y le revela que está esperando un hijo suyo. Aunque Dan le ratifica que no quiere nada con ella, Alex lo obliga a tomar responsabilidad en el asunto. Tras cambiar su número telefónico, Alex aparece en su apartamento (el cual estaba en venta) fingiendo ser una compradora, conociendo a Beth por primera vez y enterándose de las intenciones de la pareja de irse al campo. Más tarde esa noche, Dan va al apartamento de Alex y discuten. En respuesta, ella le jura que no va a ser ignorada por él.
Semanas después, Dan se muda a Bedford con su familia a una casa campestre, cosa que no detiene a Alex, que graba un casete y se lo envía a él. Dan lo reproduce en su auto alquilado y se da cuenta de que la cinta está llena de insultos y obscenidades hacia él. Ella lo persigue hasta un estacionamiento en donde le roció ácido de batería sobre su auto, y luego lo sigue esa noche hasta su nueva casa. Cuando lo ve reunido con su esposa e hija, a la cual le había regalado una conejita, Alex sale despavorida y vomita en los arbustos. Al día siguiente, Dan acude a la policía e impone una orden de restricción contra ella pero la policía se niega, pues Dan dice que dicha orden no es para él sino para un cliente, y que dicho cliente debe primero rendir cuentas por adulterio.
De otro lado, cuando la familia no se encontraba en casa, Alex mata a la conejita de Ellen y la pone a hervir en una olla, dejándola muy triste a ella. Tras lo sucedido, Dan decide contarle toda la verdad a su esposa y del supuesto embarazo. Furiosa, Beth le ordena a Dan irse de la casa discutiendo delante de Ellen, pero antes de hacerlo, Dan llama a Alex para decirle que su esposa lo sabe todo. Luego, ella pasa al teléfono y amenaza a Alex con matarla si sigue acosando a la familia. Días después, Alex recoge a Ellen en la escuela y la lleva a un parque de diversiones, donde le compra un helado y se suben a una montaña rusa. Beth, desesperada por no saber dónde está su hija, sale a buscarla en su auto, estrellándose con otro vehículo y resultando herida en un brazo. Esa misma tarde, Alex deja a Ellen en su casa sana y salva, incluso pidiéndole un beso de despedida. Esa noche, Dan visita a Beth en el hospital en donde ella lo perdona por su infidelidad y diciéndole que vuelva.
Lleno de ira por lo sucedido con Beth y Ellen, Dan va al apartamento de Alex teniendo una violenta pelea donde ambos se golpean y Dan trata de ahorcarla pero luego logra calmarse. Cuando Alex trata de recuperar fuerzas, ve un cuchillo y se lanza a atacarlo e inmediatamente Dan le quita el cuchillo saliendo de la casa completamente desorientado. Luego, él acude nuevamente a la policía y comienza la búsqueda para arrestarla.
La noche siguiente, Beth, recién salida del hospital, prepara un baño y Alex aparece sorpresivamente con el mismo cuchillo en la mano, acorralándola y manifestándole todo su rencor. Nerviosa, Alex se corta a sí misma en la pierna y luego ataca a Beth cortándole su brazo enyesado. Inmediatamente Dan escucha los gritos y, despavorido, corre al baño en donde forcejea con Alex. Ella lo corta en el pecho y él consigue hundirla en la bañera hasta ahogarla. Dan, sin fuerzas, logra tranquilizarse al lado de la bañera, y de repente, Alex se levanta con intención de atacarlo, y ahí es cuando Beth, quien había salido corriendo del baño, le dispara en el pecho con su pistola, matándola en el acto. La escena final muestra a Dan hablando con el jefe de la policía sobre lo sucedido para luego entrar y abrazar a su esposa. La película finaliza con una toma de la foto familiar de Dan, Beth y Ellen.

## Reparto y doblaje
| Actor original Estados Unidos | Personaje                      | Actor de voz España | Actor de voz México    |
| ----------------------------- | ------------------------------ | ------------------- | ---------------------- |
| Michael Douglas               | Dan Gallagher                  | Salvador Vidal      | José Lavat             |
| Glenn Close                   | Alexandra "Alex" Forrest       | María Luisa Solá    | Andrea Coto            |
| Anne Archer                   | Beth Rogerson Gallagher        | Marta Angelat       | Rocío Garcel           |
| Ellen Hamilton Latzer         | Ellen Gallagher                | Nuria Trifol        | Patricia Acevedo       |
| Stuart Pankin                 | Jimmy                          | Antonio Lara        | Juan Alfonso Carralero |
| Ellen Foley                   | Hildy                          |                     |                        |
| Fred Gwynne                   | Arthur                         |                     |                        |
| Meg Mundy                     | Joan Rogerson, madre de Beth   |                     |                        |
| Tom Brennan                   | Howard Rogerson, padre de Beth |                     |                        |
| Lois Smith                    | Martha, secretaria de Dan      |                     |                        |
| Mike Nussbaum                 | Bob Drimmer                    |                     |                        |
| J. J. Johnston                | O'Rourke                       |                     |                        |
| Michael Arkin                 | teniente                       |                     |                        |
| Jane Krakowski                | Christine, niñera              |                     |                        |

## Producción

### Guion
La película fue adaptada por James Dearden con ayuda de Nicholas Meyer a partir de Diversión, un cortometraje de su autoría y que fue emitido para la televisión británica. En su libro The View from the Bridge: Memories of Star Trek and a Life in Hollywood (Panorama desde el puente: Recuerdos de Star Trek y vida en Hollywood), Nicholas Meyer declaró que el productor Stanley R. Jaffe le encomendó hacer una revisión del guion de Dearden, a lo que él escribió un documento de cuatro páginas con sugerencias para la película y de un nuevo final. Semanas después, se reunió con el director Adrian Lyne y le dio sugerencias adicionales.

### Final alternativo
El guion original decía que Alex se había suicidado cortándose el cuello con el cuchillo que había usado previamente para atacar a Dan cuando este la confrontó en su casa, esto con el fin de implicarlo de algún modo con su muerte. Cuando Dan es llevado bajo arresto por la policía, Beth encuentra el casete que Alex le había enviado a su esposo y en donde lo amenazaba con suicidarse si él no le correspondía. Al darse cuenta de sus intenciones, Beth lleva el casete ante las autoridades, librándolo de toda responsabilidad sobre lo sucedido. La escena final mostraba a Alex cortándose el cuello ella misma mientras escuchaba la ópera Madame Butterfly.
El final definitivo fue grabado después, al cabo de tres semanas, y muestra a Alex enfrentándose a Dan en el baño de su casa y siendo asesinada finalmente por Beth. Dicha toma yuxtapone el rol de ambas mujeres, con Alex siendo la víctima y Beth siendo la violentadora al accionar el arma.
En la edición especial para DVD lanzada en 2002, Glenn Close declaró haber tenido dudas con la grabación de un nuevo final, pues creía que Alex tendería a «autodestruirse suicidándose». Luchó dos semanas por mantener el final original, pero luego cedió. La película se estrenó inicialmente en Japón con el final original. Este también apareció en la edición en VHS y LaserDisc lanzada por Paramount en 1992 y en la versión en DVD diez años después.

## Recepción

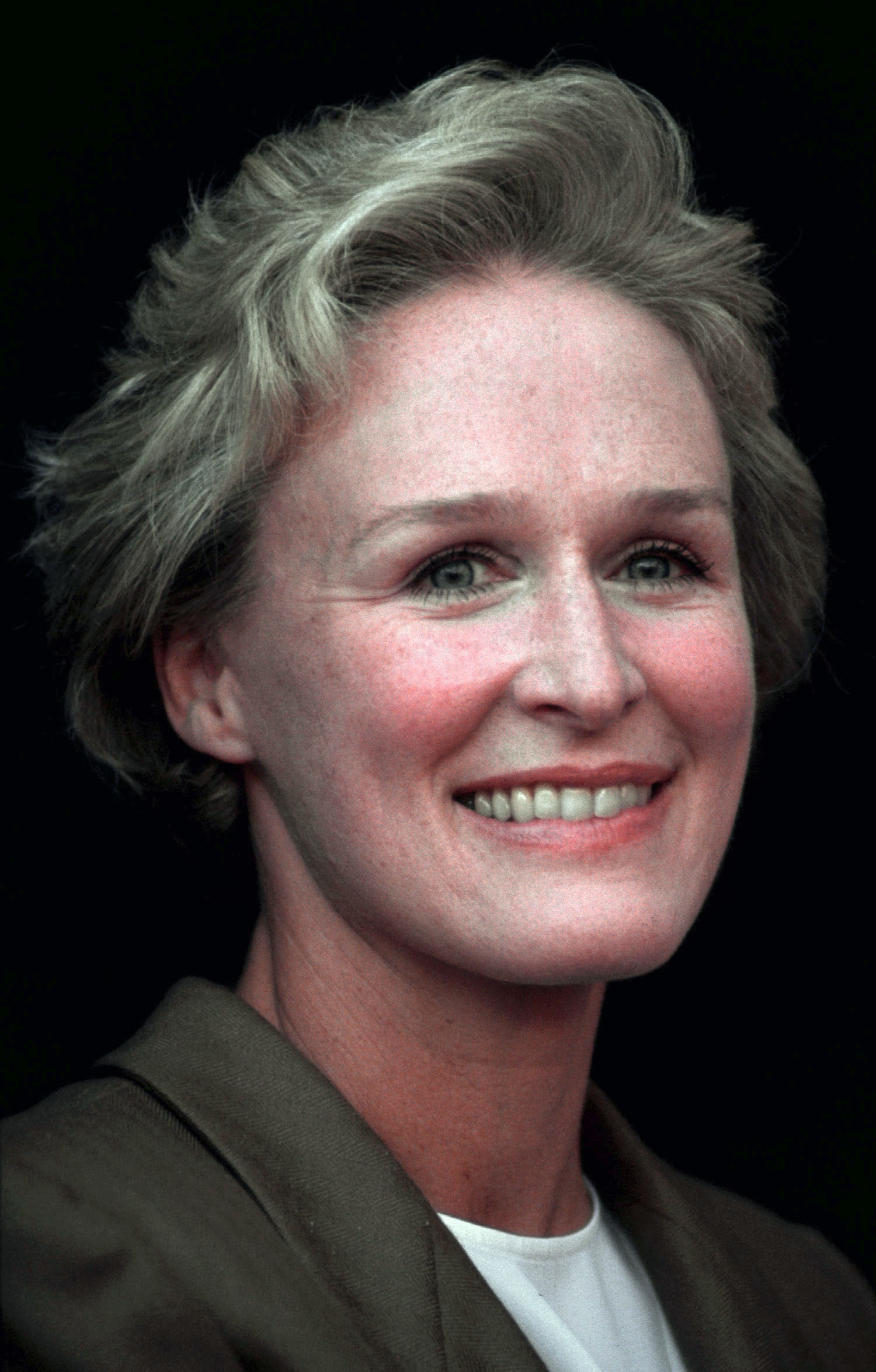
La interpretación de Glenn Close como Alex Forrest es considerada como una de las más grandes de la década de los 80 y ha sido objeto de estudio por psiquiatras como ejemplo del trastorno de personalidad. Close fue candidata al Óscar por esta actuación, perdiendo contra Cher en Hechizo de luna.

Tras su estreno, Atracción fatal ganó gran atención por las consecuencias posibles de la infidelidad conyugal. Algunas feministas, por otro lado, no apreciaron el hecho de que una mujer fuerte como Alex terminara siendo una psicópata. La feminista Susan Faludi declaró que muchos cambios fueron hechos en el guion original para hacer lucir a Alex completamente negativa, mientras que las faltas de Dan a su matrimonio, su falta de compasión y responsabilidad no generaron mayor discusión.
La película también causó gran impacto en los espectadores hombres. En 2008, Glenn Close declaró: 

[Hay] hombres que aún vienen a mí y me dicen: «Me asustaste hasta la mierda». A veces dicen: «Tú salvaste mi matrimonio».

Atracción fatal lideró la taquilla por ocho semanas consecutivas en los Estados Unidos, recaudando finalmente $156 millones de dólares a nivel nacional, convirtiéndose en la segunda película de mayor recaudación en Estados Unidos en 1987, solo superada por la comedia Tres hombres y un bebé. A nivel mundial, la cinta recaudó $163.5 millones de dólares, para un total de $320 millones, convirtiéndose en la película más exitosa del año en el mundo. Este gran éxito impulsó a otros estudios cinematográficos a apostarle al género de suspenso psicológico en sus nuevos proyectos.
En general, la película recibió reseñas positivas por parte de la crítica. El sitio web especializado Rotten Tomatoes le dio una aprobación del 78%, basado en 46 reseñas, y la declaró: «Una olla hirviendo en el mejor de los sentidos. Atracción fatal es un thriller apasionado y sabroso, del cual es difícil apartar la mirada una vez ha comenzado». El sitio web Metacritic le dio una aprobación de 67 sobre 100, basado en 16 reseñas.

### Análisis del personaje de «Alex Forrest»
El personaje de Alex Forrest, interpretado por Glenn Close, ha sido objeto de análisis por parte de diversos psiquiatras y expertos cinematográficos, declarándolo como el ejemplo perfecto del trastorno límite de la personalidad. El personaje demuestra un comportamiento impulsivo, labilidad emocional, esfuerzos frenéticos por evadir el abandono, ira frecuente, autolesiones deliberadas y rápidos cambios entre la idealización y la denigración; estos síntomas son consistentes con el diagnóstico común del TPL. Otros también han sugerido tomar el personaje como ejemplo de psicopatía.
Según el escritor Orit Kamirs, Alex Forrest fue deliberadamente concebida como eretómana, un trastorno mental que hacía creer a Alex que Dan, un hombre de un estatus social superior, estaba enamorado de ella, de estatus social inferior, un trastorno también denominado Síndrome de Clerambault.
El término «bunny boiler» —hervidora de conejos— es popular en la cultura anglo y se refiere a una mujer obsesiva y despreciada, derivado de la escena en la que Beth descubre que el conejito de su hija fue degollado por Alex y puesto a hervir.

## Premios y nominaciones
En la sexagésima -60°- edición de los premios Óscar, la película recibió seis nominaciones:
| Mejor película          | Stanley R. Jaffe y Sherry Lansing | Nominados |
| Mejor director          | Adrian Lyne                       | Nominado  |
| Mejor actriz            | Glenn Close                       | Nominada  |
| Mejor actriz de reparto | Anne Archer                       | Nominada  |
| Mejor guion adaptado    | James Dearden                     | Nominado  |
| Mejor montaje           | Michael Kahn y Peter E. Berger    | Nominados |

En la cuadragésimo quinta —45.ª— edición de los premios Globos de Oro, la película recibió cuatro nominaciones:
- Mejor película dramática
- Mejor director
- Mejor actriz dramática
- Mejor actriz de reparto